# 孫宗彝
孙宗彝，字孝则，高邮人。清朝政治人物、進士出身。
順治四年，登進士，擔任蓟州分巡道副使，有《爱日堂集》。